# Justia
Justia（ジャステイア）は、法律情報の検索に特化したアメリカ合衆国のウェブサイト。FindLawを運営していたティム・スタンリーによって2003年に設立され、最大の訴訟事件データベースの一つとなっている。本部はカリフォルニア州マウンテンビューに所在する。
2007年、ニューヨーク・タイムズは、Justiaが合衆国最高裁判所からインターネットに掲載するための文書をコピーするために月間1万ドルの費用を計上していると報道した。